# Sáo Rarotonga
Sáo Rarotonga (danh pháp hai phần: Aplonis cinerascens) là một loài chim trong họ Sturnidae.